# La scuola dei maghi
La scuola dei maghi (The Novice) è un romanzo fantasy del 2002 della scrittrice australiana Trudi Canavan, secondo libro della trilogia The Black Magician. È il seguito de La corporazione dei maghi e precede Il segreto dei maghi. 
È stato pubblicato in italiano nel 2008. 

## Trama
Sonea, che un tempo era una ragazza dei bassifondi inizia i suoi studi come novizia alla Corporazione dei maghi. Il cammino che le si prospetta, comunque, non è privo di difficoltà, sin dalla cerimonia di accettazione alla corporazione, Sonea scopre che i suoi compagni novizi, le loro famiglie e persino alcuni maghi la guardano in modo sprezzante per le sue umili origini. Il peggiore fra tutti questi è Regin, un novizio arrogante che cerca subito di volgere gli altri studenti contro Sonea e rimandarla "nel posto a cui appartiene", per mezzo di una costante ed umiliante molestia. I pettegolezzi messi in giro da Regin, cioè che Sonea condivida il letto con il suo tutore, Lord Rothen, la costringono a trasferirsi nei dormitori insieme agli altri novizi e ad essere soggetta ancor più alle loro prepotenze.
Nel frattempo, l'Amministratore Lorlen spera di riuscire a scoprire il modo di contrastare il potere del Sommo Lord, basato sulla magia nera, studiando i suoi viaggi passati attraverso le Terre Alleate, questo perché chi conosce tale magia è considerato malvagio nella corporazione. A questo fine, manda Lord Dannyl (divenuto ora Secondo Ambasciatore a Elyne) in cerca di informazioni riguardanti il passato del Sommo Lord e le antiche magie che avrebbe potuto aver studiato. Lungo la strada, Dannyl fa amicizia con Tayend, un bibliotecario di Elyne a cui un tempo era stata offerta la possibilità di studiare alla Corporazione, ma questi l'aveva rifiutata per paura che venisse scoperto che era omosessuale.
Regin continua a darsi da fare per volgere anche gli insegnanti contro Sonea dipingendola come una ladra, accusa a cui veniva largamente prestata fede a causa della sua provenienza dai bassifondi e della sua riluttanza nel sottoporsi alla lettura della verità (che avrebbe potuto disastrosamente rivelare l'implicazione del Sommo Lord nella magia nera). Per sottrarsi al costante tormento da parte di Regin, Sonea si dà da fare ed entra a far parte di un corso mezzo anno avanti rispetto al loro, ma presto è raggiunta da Regin. Quando Lord Dorrien, il figlio ventiquattrenne di Lord Rothen, si reca a far visita al padre, aiuta Sonea a vendicarsi di Regin facendolo cogliere in flagrante mentre cerca di mettere addosso a Sonea altre cose rubate. Inoltre le insegna la levitazione e le mostra un posto segreto dove egli si recava quando aveva bisogno di distrarsi dallo stress dello studio, ricordandole inoltre che lo svago fa parte dell'essere un mago. Benché Lord Dorrien debba fare ritorno alla sua lontana sistemazione di guaritore di campagna, alla fine Sonea è riuscita a farsi un vero amico.
Ma la felicità di Sonea non dura a lungo, comunque, poiché durante gli esami il Sommo Lord la convoca, rivendicando la sua tutela. Questi ha letto la mente dell'amministratore Lorlen e ha scoperto che Sonea, Lord Rothen, e Lorlen sono a conoscenza del suo utilizzo della magia nera, e prendendola in ostaggio come sua "novizia preferita" il Sommo Lord si assicura sia la sua collaborazione che quella di Lord Rothen e dell'Amministratore Lorlen.
Nel frattempo, una serie di strani omicidi ha colpito i quartieri poveri: tutti gli omicidi portano il marchio della magia nera. L'Amministratore Lorlen viene tenuto al corrente sugli omicidi da un amico di famiglia che fa parte della Guardia Cittadina e sospetta del coinvolgimento del Sommo Lord, così come Sonea quando ha scoperto gli omicidi durante una visita alla sua famiglia nei quartieri poveri. Allo stesso tempo, le indagini di Lord Dannyl sul passato del Sommo Lord lo portano quasi a rimanere ucciso quando scopre la "Camera del castigo supremo", una grotta che attacca i maghi con la magia. Subito dopo l'attacco, Lord Dannyl si rende conto di essere anche lui omosessuale, e di averlo nascosto usando la magia.
Nonostante la posizione di Sonea come preferita del Sommo Lord (che le fa ottenere un trattamento di preferenza da parte dei suoi insegnanti), le molestie da parte di Regin non fanno altro che intensificarsi. Lui e altri novizi iniziano a tenderle agguati nei corridoi ed a torturarla con la magia. Il Sommo Lord non fa niente per fermare le molestie di Regin, considerando questa rivalità il miglior insegnante per Sonea e qualcosa che le assicurerà di continuare ad accrescere i propri poteri, ed impedisce a Sonea di usare i passaggi segreti al di sotto dell'Università per fuggire da Regin e dai suoi amici.
Dietro suggerimento di Lord Dorrien, Sonea sfida Regin in un duello ufficiale nell'Arena. Sonea lavora duramente per prepararsi al combattimento, che vince 3 a 2 grazie alla sua abilità (piuttosto che alla sola forza bruta), e la sua guarigione del privo di sensi Regin dopo lo scontro, non fa altro che rafforzare il nuovo rispetto che si è appena guadagnato da parte dei suoi compagni e degli insegnanti.
Prima che possa gustarsi la vittoria, tuttavia, Sonea assiste all'uccisione di un uomo proveniente da Sachaka da parte del Sommo Lord. Il Sommo Lord Akkarin spiega che l'uomo era un assassino mandato per ucciderlo, ma Sonea non sa cosa credere.

## Edizioni
- Trudi Canavan, La scuola dei maghi, traduzione di Tissoni A., 1ª ed., Nord, 2008, ISBN 88-429-1533-5.